# Hezār Khānī-ye Soflá
Hezār Khānī-ye Soflá (persiska: هزار خانی سفلی) är en ort i Iran.   Den ligger i provinsen Kermanshah, i den nordvästra delen av landet, 300 km väster om huvudstaden Teheran. Hezār Khānī-ye Soflá ligger 1 975 meter över havet och antalet invånare är 408.
Terrängen runt Hezār Khānī-ye Soflá är kuperad åt nordost, men åt sydväst är den platt.Runt Hezār Khānī-ye Soflá är det ganska tätbefolkat, med 80 invånare per kvadratkilometer. Närmaste större samhälle är Kamak-e Soflá, 12,6 km öster om Hezār Khānī-ye Soflá. Trakten runt Hezār Khānī-ye Soflá består i huvudsak av gräsmarker.